# 1492 – Die Eroberung des Paradieses
1492 – Die Eroberung des Paradieses (Originaltitel: 1492: Conquest of Paradise) ist ein Historienfilm des Regisseurs Ridley Scott aus dem Jahr 1992, der anlässlich des 500. Jahrestages der Entdeckung Amerikas durch Christoph Kolumbus erschien. Das Drehbuch stammt von Roselyne Bosch. 
Der Film erzählt die Geschichte der Entdeckung Amerikas durch Kolumbus und deren Auswirkungen auf die Ureinwohner. Das Drehbuch basiert zwar auf historischen Begebenheiten, jedoch wird nach überwiegender Auffassung der Kritiker die Person des Kolumbus zu positiv dargestellt und so als Held stilisiert. In den Kinos war der Film wenig erfolgreich und spielte kaum die Produktionskosten ein. Sehr erfolgreich wurde später aber die Filmmusik des Komponisten Vangelis.

## Handlung
Nach seiner Ankunft in Madrid wird Kolumbus Zeuge der Hinrichtung von angeblichen Ketzern durch die Inquisition, der er als aufgeklärter und humanistisch gesinnter Charakter kritisch gegenübersteht. Er bemüht sich um die Unterstützung der spanischen Krone für eine Expedition, die einen alternativen Seeweg nach Indien finden soll. Er kann seine Pläne einer Kommission der Universität Salamanca vortragen. Die Wissenschaftler der Universität stellen sich jedoch als bornierte und eingebildete Dogmatiker heraus, die seine Pläne aus formalen Gründen ablehnen. Nach der Ablehnung verfällt Kolumbus in Wut, dann in Depression, bis er Unterstützung des Seemanns Pinzón erhält. Dieser verschafft ihm mit Hilfe eines Bankiers direkten Zugang zu Königin Isabella. Kolumbus und die Königin sind sich spontan sympathisch; dadurch sowie durch die berechnende Unterstützung von Sánchez, dem Schatzmeister der Königin, kann er seine Pläne durchsetzen. Die entscheidende Audienz findet vor dem Hintergrund der Eroberung des maurischen Königreichs  Granada 1492 statt. Kolumbus‘ immense Forderungen werden akzeptiert.
Drei Schiffe legen von Palos ab. Bei der Abfahrt gesteht Kolumbus seinem Beichtvater, der ihn die ganze Zeit unterstützt hat, dass er bei der Berechnung der Route gelogen habe. Er wisse, dass Indien viel weiter entfernt liege; wie lange die Reise dauern werde, wisse er nicht. Unterwegs zeigt Kolumbus einem Seemann, wie man nach den Sternen navigiert, und gewinnt so einen wichtigen Verbündeten in der Mannschaft. Dennoch werden die Matrosen immer unruhiger, je länger die Reise dauert; es machen sich Angst und Aufruhr breit. Schließlich bemerkt Kapitän Pinzón, dass die bereits zurückgelegte Distanz größer ist als die von Kolumbus zuerst angegebenen 750 Seemeilen. Kolumbus kann eine Meuterei abwenden, wobei ihm ein zufälliges Drehen des Windes als gutes Omen zu Hilfe kommt. Bald ist Land in Sicht; die Schiffe landen schließlich auf einer Insel. Die Begegnung mit der einheimischen Bevölkerung verläuft überwiegend friedlich, denn Kolumbus sorgt durch harte Disziplin für ein gutes Benehmen seiner Seeleute gegenüber den Indios. Es findet sich jedoch nur wenig Gold, was zu erster Enttäuschung führt.
Auf der Suche nach Gold werden weitere Inseln, darunter Hispaniola, entdeckt. Als auch dort nur wenig Gold gefunden wird und mehrere Besatzungsmitglieder erkranken, kehrt Kolumbus nach Spanien zurück. 39 Männer bleiben jedoch zurück, um ein Fort zu bauen. Der Schiffbruch der Santa Maria am 25. Dezember 1492, der erst zur Notwendigkeit des Forts führte, weil die beiden kleinen Schiffe deren Besatzung nicht transportieren konnten, bleibt unerwähnt, stattdessen sieht man drei Schiffe nach Spanien zurücksegeln.
Kolumbus wird nach seiner Rückkehr in Spanien als Held gefeiert und steigt schnell in der Hierarchie des Adels auf. Dies weckt den Neid einflussreicher Höflinge. Als er sich weigert, dem Vorschlag zu folgen, den Richter Francisco de Bobadilla als Gouverneur einzusetzen, verliert er die Unterstützung von Sánchez. Mit 17 Schiffen und etwa eintausend Kolonisten kehrt Kolumbus 1493 auf die Inseln zurück. Dort sind die zurückgelassenen Matrosen von Unbekannten getötet worden. Kolumbus verhindert, dass der Adlige Adrián Moxica Rache an den Einheimischen nimmt. Er beginnt mit dem Aufbau einer Kolonie. Dabei setzt er auf den Ausgleich zwischen Einheimischen und Spaniern, was er mit dem Ziel einer Neuen Welt begründet. Weil er von den Adligen harte Arbeit verlangt, macht er sie sich zu Feinden. Móxica zettelt eine Rebellion an, die erst nach harten Kämpfen niedergeschlagen werden kann. Moxica trägt mit seinem Seitschwert persönlich den Endkampf gegen Kolumbus aus und begeht mit den Worten: „Ihr seid gar nichts, Señor Kolumbus!“ Suizid. Seine überlebenden Mitverschwörer lässt Kolumbus hinrichten.
Ein verzerrter Bericht eines zurückgekehrten Mönchs führt im Jahre 1500 zu Kolumbus’ Abberufung. Der von ihm zuvor abgelehnte Bobadilla wird neuer Vizekönig und Kolumbus in Ketten nach Spanien zurückgebracht. Er muss nun miterleben, wie an seiner Stelle Amerigo Vespucci als Entdecker der neuen Welt gefeiert wird. Durch Fürsprache seiner Söhne kann er eine Audienz bei der Königin erreichen. Er erhält die Genehmigung für eine letzte Reise in die neue Welt. Der Film endet mit den Worten seines Sohns Fernando, der sich daran macht, die Geschichte seines Vaters aufzuschreiben, und ihm so dessen Ehre zurückgibt.

## Hintergrund
Bosch versucht in ihrem Drehbuch, gegenläufige Positionen zu Kolumbus zu vereinen. Zum einen stellt sie ihn als heldenhafte Persönlichkeit dar. Zum anderen zeigt sie die Zerstörung der indigenen Völker. Kolumbus wird faktenwidrig ohne Verbindung zu den negativen Aspekten der Kolonisation dargestellt. Diese Rolle wird stattdessen seinem Antagonisten Móxica zugeschrieben. Die Szenen der ersten Begegnungen mit der indigenen Bevölkerung zusammen mit Voice-over-Narration aus dem Bordbuch von Kolumbus zeigen eine gewisse Unschuld des Entdeckers im Umgang mit den Einheimischen. Eine Besonderheit des Films ist das Auftreten von Indigenen, die in ihrer eigenen Sprache kommunizieren. Der im Film konstruierte Gegensatz eines modernen Kolumbus und einem in mittelalterlichen Vorstellungen verhafteten Spanien widerspricht dem Forschungsstand. Er ist in sehr eindrücklichen Bildern besonders zu Beginn des Films mit der Verbrennung von Ketzern und der Erklärung der Kugelform der Erde für seinen Sohn, als er eine Orange schält, inszeniert.
Die Produktionskosten wurden auf 47 Millionen US-Dollar geschätzt. Der Film spielte in den Kinos weltweit rund 7 Millionen US-Dollar ein. Eine andere Quelle beziffert die Einnahmen auf weltweit 59 Millionen US-Dollar.

## Kritiken
Laut Rotten Tomatoes fielen die Kritiken überwiegend negativ aus.
Roger Ebert schrieb in der Chicago Sun-Times, Kolumbus werde in dem Film menschlicher gezeigt und mit einer komplexeren Persönlichkeit ausgestattet als in anderen Filmbiografien. Er lobte die Darstellung von Gérard Depardieu und die Regie von Ridley Scott, die vor allem für „atemberaubende“ Bilder sorge. Ebert bezweifelte die historische Korrektheit der Darstellung der Figur von Kolumbus, fügte jedoch hinzu, dass die historischen Charaktere womöglich aus aktueller Sicht reinterpretiert werden sollten.
Das Lexikon des internationalen Films spricht von einer „naiven Verfilmung“, die „keinen Anspruch auf geschichtliche Wirklichkeit erhebt“ und die Protagonisten als „tragisch scheiternde Helden stilisiert“. Der Film wird als „enttäuschendes Historiengemälde“ bewertet, das „langatmig inszeniert“ worden sei. Der Spiegel nennt den Film „entschieden eindrucksvoller“ als den zwei Monate früher erschienenen Christopher Columbus – Der Entdecker und bewertet ihn als „insgesamt ein respektables Jubelstück“. Laut Cinema sei das „Bildgewaltige Drama“ ein „atemberaubender, kraftvoller Bilderrausch“. Das Heyne Filmlexikon befand 1996, Scott habe „aufwendig und bildmächtig“ „ein Bild von Columbus als tragischem Verlierer“ entworfen. „Ideologisch eher fragwürdig streift der Film immer wieder die Grenze zum heroischen Kitsch.“
Die Deutsche Film- und Medienbewertung FBW in Wiesbaden verlieh dem Film das Prädikat „wertvoll“.
Dem Film wurde vorgeworfen, die „Leyenda negra“ (schwarze Legende) über Spanien zu fördern.

## Synchronisation
Die deutsche Synchronfassung entstand bei der Interopa Film aus Berlin.
| Rolle                     | Darsteller              | Synchronsprecher        |
| ------------------------- | ----------------------- | ----------------------- |
| Christoph Kolumbus        | Gérard Depardieu        | Manfred Lehmann         |
| Königin Isabella          | Sigourney Weaver        | Hallgerd Bruckhaus      |
| Gabriel Sánchez           | Armand Assante          | Christian Brückner      |
| Fernando Kolumbus         | Loren Dean              | Frank Schaff            |
| Beatriz Enríquez de Arana | Ángela Molina           | Cornelia Meinhardt      |
| Antonio de Marchena       | Fernando Rey            | Friedrich W. Bauschulte |
| Adrián de Móxica          | Michael Wincott         | Oliver Stritzel         |
| Martín Alonso Pinzón      | Tchéky Karyo            | Rüdiger Joswig          |
| Kapitän Méndez            | Kevin Dunn              | Klaus Sonnenschein      |
| Luis de Santángel         | Frank Langella          | Wolf Rüdiger Reutermann |
| Francisco de Bobadilla    | Mark Margolis           | Lothar Blumhagen        |
| Arojaz                    | Kario Salem             | Reinhard Kuhnert        |
| Fernando als Kind         | Billy L. Sullivan       | Timm Neu                |
| Hernando de Guevara       | Arnold Vosloo           | F.G.M. Stegers          |
| Bartolomeo Kolumbus       | Steven Waddington       | Detlef Bierstedt        |
| Giacomo Kolumbus          | Fernando Guillén Cuervo | Uwe Büschken            |
| Alonso                    | José Luis Ferrer        | Hans-Jürgen Wolf        |
| Diego Kolumbus            | Juan Diego Botto        | Charles Rettinghaus     |